# Waite Hill, Ohio
Waite Hill là một làng thuộc quận Lake, tiểu bang Ohio, Hoa Kỳ. Năm 2010, dân số của làng này là 471 người.